# Pulham Market
Pulham Market è un villaggio e parrocchia civile dell'Inghilterra, appartenente alla contea del Norfolk.